# Nazionale maschile di rugby a 15 del Cile
La nazionale cilena di rugby a 15 (in spagnolo Selección de rugby de Chile) è la selezione maschile di rugby a 15 (o Rugby union) che rappresenta il Cile in ambito internazionale.
Fondata nel 1935 disputando la sua prima partita nel 1936 contro la selezione Argentina (perdendo 29-0), opera sotto la giurisdizione della Federación de Rugby de Chile.
I colori della divisa riprendono quelli della bandiera del paese, maglietta rossa e pantaloncini blu. I suoi giocatori sono noti con il nome di Condores, dal nome dell'condor delle Ande che vive in tutta l'omonima catena montuosa.
È considerata la terza squadra del Sudamerica dopo Argentina e Uruguay ed anche una nazionale emergente. Fino al 2020 ha preso parte al'Americas Rugby Championship.
I Condor si sono qualificati per la prima volta alla Coppa del Mondo di rugby nel 2022 dopo aver battuto nelle qualificazioni le ben più quotate Canada e USA.
Il commissario tecnico della squadra è l'uruguaiano Pablo Lemoine.
Al 14 novembre 2022 la squadra occupa la 22ª posizione del ranking World Rugby.

## Storia

### Gli inizi (1890-1959)
Il rugby fu introdotto in Cile all'incirca intorno alla fine del XIX secolo, come in altre parti del Sud America, da immigrati britannici. La prima partita di rugby registrata avvenuta sul suolo cileno risale al 1894, da parte di immigrati britannici che vivevano sia a Santiago, Iquique e Valparaíso. Fino agli anni '30, il gioco era inizialmente giocato principalmente dalla comunità cilena di discendenza britannica. Nel 1935 fu fondata la Federazione cilena di rugby.
Le prime partite in assoluto del Cile furono contro l'Argentina nel settembre 1936, una serie di due partite giocate nella capitale Santiago. Il Cile ha perso entrambe le partite rispettivamente con un punteggio di 0 a 20 e di 3 a 31. Il Cile visitò l'Argentina nel 1938 a Buenos Aires, perdendo 3 a 33. Il Cile non giocò un'altra partita fino al 1948, quando batté l'Uruguay 21 a 3 a Buenos Aires.
La squadra cilena iniziò a gareggiare in modo più coerente negli anni '50. Nel 1951, il Cile giocò il primo campionato sudamericano di rugby contro Brasile, Uruguay e Argentina nel 1951; Il Cile è arrivato terzo, battendo il Brasile con un margine di 68 a zero, ma perdendo sia contro Uruguay che contro Argentina.
Nel 1958, il Cile partecipò al secondo campionato sudamericano di rugby, classificandosi secondo; Il Cile ha battuto facilmente sia Perù che Uruguay prima di cadere contro l'Argentina, finendo secondo.

### (1960-1980)
Negli anni '60 il Cile si affermò come contendente intermedio in Sud America. Il Cile batteva costantemente squadre come Brasile e Uruguay, ma non riusciva a sfondare contro la potente Argentina. Nel 1966, il Cile ricevette gli Springboks, il loro primo test contro una squadra del SANZAR, ma perse 72 a 0.

### (1990-2000)
Il Cile è entrato formalmente nell'International Rugby Board nel 1991, consentendo al Cile di partecipare formalmente alle competizioni della Coppa del Mondo. Nel 1993, il Cile ha partecipato alla sua prima competizione di qualificazione alla Coppa del Mondo, entrando nelle qualificazioni per la Coppa del mondo di rugby del 1995; tuttavia, ha perso tutte le partite contro Argentina, Paraguay e Uruguay, finendo ultimo nel girone. Nel 1995, il Cile affrontò la Spagna, vincendo 28 – 23.
La campagna di qualificazione alla Coppa del mondo di rugby del 1999 ha avuto più successo.
Nel 2000, il Cile arrivò a soli 2 punti dalla sconfitta dell'Argentina. Questa forma migliorata sarebbe continuata fino ai primi anni 2000, eliminando facilmente il Brasile nella prima partita di qualificazione per la Coppa del mondo di rugby del 2003.
La stagione 2011 è stata di breve durata, essendo stata automaticamente inserita nel Round 3A delle qualificazioni nel nuovo formato.

### (2010-oggi)
Nel 2010, il Cile ha quasi iniziato il nuovo decennio con il botto, arrivando molto vicino a sconfiggere la potenza oceanica Tonga, ma perdendo 32-30. L'anno successivo, nel 2011, il Cile ha battuto l'Uruguay per la prima volta in nove anni, vincendo 21–18 e finendo secondo nel campionato sudamericano.
Il decennio è stato caratterizzato da incoerenze nei risultati. Nel 2013, il Cile ha iniziato la sua campagna di qualificazione, aprendosi con una vittoria contro il Brasile, ma ha perso ancora una volta contro i nemici dell'Uruguay, seguendo lo stesso modello di risultati dalla stagione 1999. Nel 2014, il Cile ha toccato il fondo; nel campionato sudamericano del 2014, sono arrivati ultimi nel girone, perdendo contro il Brasile per la prima volta nella loro storia.
Nel 2016, il Cile ha partecipato al primo campionato americano di rugby nel suo formato attuale.
Entrando negli anni '20, il Cile sembrava finalmente aver voltato pagina dopo aver superato con successo i primi round delle qualificazioni del Sud America per la RWC 2023. Nel luglio 2022 il Cile si è qualificato per la prima volta alla Coppa del mondo di rugby.

## Giocatori

### Giocatori principali
Nel 2012 i giocatori Donald Campbell e Ian Campbell vennero inseriti nel World Rugby Hall of Fame.